# (13221) Nao
(13221) Nao es un asteroide perteneciente al cinturón de asteroides, región del sistema solar que se encuentra entre las órbitas de Marte y Júpiter.
Fue descubierto el 24 de julio de 1997 por Akimasa Nakamura desde el observatorio Astronómico de Kumakōgen.

## Designación y nombre
Designado provisionalmente como 1997 OY, fue llamado así por Naomi Nakamura (n. 1965), cuyo apodo es Nao, quien es la esposa del descubridor.

## Características orbitales
Nao está situado a una distancia media del Sol de 2,733 ua, pudiendo alejarse hasta 3,134 ua y acercarse hasta 2,333 ua. Su excentricidad es 0,146 y la inclinación orbital 8,224 grados. Emplea 1650,70 días en completar una órbita alrededor del Sol.
El último acercamiento a la órbita de Júpiter ocurrió el 17 de octubre de 1902.

## Características físicas
La magnitud absoluta de Nao es 13,54. 